# Composition des équipes féminines de hockey sur gazon à la Coupe d'Asie 2022
Cet article répertorie les compositions de toutes les équipes participantes à la Coupe d'Asie 2022. Les huit équipes nationales impliquées dans le tournoi devaient inscrire une équipe de 18 joueurs.
L'âge et la sélection de chaque joueur sont au 21 janvier 2022, premier jour de la saison.

## Inde
L'effectif suivant de l'Inde pour la Coupe d'Asie 2022.
Entraîneur :  Janneke Schopman
| Numéro | Joueur                | Date de naissance | Âge | Sélections |
| ------ | --------------------- | ----------------- | --- | ---------- |
| 1      | Navjot Kaur           | 7 mars 1995       | 26  | 180        |
| 2      | Gurjit Kaur           | 25 octobre 1995   | 26  | 96         |
| 3      | Deep Grace Ekka       | 3 juin 1994       | 27  | 211        |
| 4      | Monika Malik          | 5 novembre 1993   | 28  | 159        |
| 7      | Sharmila Devi         | 10 octobre 2001   | 20  | 17         |
| 8      | Nikki Pradhan         | 8 décembre 1993   | 28  | 113        |
| 11     | Savita Punia (C),(GB) | 11 juillet 1990   | 31  | 210        |
| 12     | Mariana Kujur         | 20 avril 1999     | 22  | 1          |
| 13     | Rajani Etimarpu (GB)  | 9 juin 1990       | 31  | 92         |
| 15     | Nisha Warsi           | 9 juillet 1995    | 26  | 18         |
| 16     | Vandana Katariya      | 15 avril 1992     | 29  | 249        |
| 18     | Udita Duhan           | 14 janvier 1998   | 24  | 41         |
| 20     | Lalremsiami           | 30 mars 2000      | 21  | 72         |
| 24     | Jyoti Rumavat         | 11 décembre 1999  | 22  | 13         |
| 25     | Navneet Kaur          | 26 janvier 1996   | 25  | 88         |
| 27     | Sushila Chanu         | 25 février 1992   | 29  | 190        |
| 30     | Salima Tete           | 27 décembre 2001  | 20  | 37         |
| 32     | Neha Goyal            | 15 novembre 1996  | 25  | 84         |
| 50     | Ishika Chaudhary      | 15 avril 2000     | 21  | 0          |
| 55     | Deepika Soreng        | 6 décembre 2003   | 18  | 0          |

## Chine
L'effectif suivant de la Chine pour la Coupe d'Asie 2022.
Entraîneur :  Chen Hong
| Numéro | Joueur         | Date de naissance  | Âge | Sélections |
| ------ | -------------- | ------------------ | --- | ---------- |
| 5      | Yang Liu       | 1er septembre 1998 | 23  | 1          |
| 6      | Tang Wanli (C) | 28 avril 1996      | 25  | 25         |
| 8      | Chen Feiping   | 11 novembre 1997   | 24  | 0          |
| 10     | Deng Xue       | 11 janvier 1996    | 26  | 0          |
| 11     | Chen Yujun     | 3 août 2000        | 21  | 0          |
| 12     | Luo Yuxin      | 18 août 2000       | 21  | 0          |
| 17     | Wang Shumin    | 12 septembre 1993  | 28  | 24         |
| 18     | Yong Jing      | 9 janvier 1994     | 28  | 35         |
| 19     | Guo Qiu        | 25 novembre 1995   | 26  | 61         |
| 20     | Peng Xueyi     | 15 mars 1997       | 24  | 0          |
| 22     | Huang Haiyan   | 28 juin 2000       | 21  | 0          |
| 25     | Yu Anhui       | 30 avril 2001      | 20  | 0          |
| 27     | Liu Qingmei    | 6 avril 2000       | 21  | 0          |
| 36     | Zhong Mengling | 30 mars 1996       | 25  | 62         |
| 38     | Wu Surong (GB) | 13 mai 2000        | 21  | 0          |

## Corée du Sud
L'effectif suivant de la Corée du Sud pour la Coupe d'Asie 2022.
Entraîneur :  Han Jin Soo
| Numéro | Joueur            | Date de naissance | Âge | Sélections |
| ------ | ----------------- | ----------------- | --- | ---------- |
| 2      | Lee Juyeon        | 12 février 2001   | 20  | 0          |
| 5      | Park Miyeon       | 17 juin 1992      | 29  | 9          |
| 6      | Lee Jihyun        | 11 février 1997   | 24  | 3          |
| 7      | Seo Jungeun       | 26 décembre 1991  | 30  | 61         |
| 9      | Shin Hyejeong     | 6 juillet 1992    | 29  | 62         |
| 10     | Cheon Eunbi (C)   | 7 février 1992    | 29  | 125        |
| 11     | Kang Jina         | 10 janvier 1993   | 29  | 21         |
| 12     | Kim Jiyun         | 17 février 1993   | 28  | 4          |
| 13     | Choi Suji         | 14 juin 1993      | 28  | 33         |
| 14     | Lee Yuri          | 6 septembre 1994  | 27  | 80         |
| 15     | Baek Eeseul       | 4 octobre 1994    | 27  | 50         |
| 16     | Kim Jeongin       | 30 novembre 1998  | 23  | 10         |
| 19     | Cho Hyejin        | 16 janvier 1995   | 27  | 89         |
| 20     | Kim Hyunji        | 4 novembre 1993   | 28  | 98         |
| 21     | Pak Hojeong       | 27 mars 1996      | 25  | 4          |
| 22     | Kim Seona         | 23 septembre 2000 | 21  | 16         |
| 24     | Kim Minjeong      | 18 novembre 1997  | 24  | 8          |
| 27     | Lee Seungju       | 7 novembre 1995   | 26  | 22         |
| 29     | Hwang Hyeona (GB) | 13 septembre 1994 | 27  | 14         |
| 30     | Lee Jinmin (GB)   | 13 novembre 1993  | 28  | 5          |

## Japon
L'effectif suivant du Japon pour la Coupe d'Asie 2022.
Entraîneur :  Jude Menezes
| Numéro | Joueur             | Date de naissance | Âge | Sélections |
| ------ | ------------------ | ----------------- | --- | ---------- |
| 1      | Eika Nakamura (GB) | 4 mars 1996       | 25  | 10         |
| 2      | Natsuha Matsumoto  | 31 juillet 1995   | 26  | 52         |
| 3      | Kimika Hoshi       | 26 janvier 1996   | 25  | 55         |
| 5      | Yu Asai            | 8 janvier 1996    | 26  | 87         |
| 7      | Miyu Suzuki        | 8 janvier 1999    | 23  | 30         |
| 8      | Moeka Tsubouchi    | 28 décembre 1996  | 25  | 4          |
| 9      | Yuri Nagai (C)     | 26 mai 1992       | 29  | 188        |
| 11     | Shihori Oikawa     | 12 mars 1989      | 32  | 142        |
| 13     | Miki Kozuka        | 13 janvier 1996   | 26  | 74         |
| 14     | Maho Segawa        | 23 juin 1996      | 25  | 55         |
| 15     | Chiko Fujibayashi  | 14 janvier 1996   | 26  | 11         |
| 18     | Kaho Tanaka        | 25 octobre 1997   | 24  | 5          |
| 19     | Kanon Mori         | 1er mai 1996      | 25  | 37         |
| 20     | Ikumi Matsu        | 8 septembre 1998  | 23  | 0          |
| 21     | Mai Toriyama       | 13 avril 1995     | 26  | 24         |
| 23     | Saki Tanaka        | 18 septembre 1998 | 23  | 0          |
| 25     | Kana Urata         | 27 décembre 1998  | 23  | 17         |
| 26     | Amiru Shimada      | 23 juin 1998      | 23  | 6          |
| 27     | Akio Tanaka (GB)   | 10 septembre 1997 | 24  | 20         |
| 29     | Sakurako Omoto     | 19 mars 1998      | 23  | 40         |

## Malaisie
L'effectif suivant de la Malaisie pour la Coupe d'Asie 2022.
Entraîneur :  Nasihini Ibrahim
| Numéro | Joueur                 | Date de naissance | Âge | Sélections |
| ------ | ---------------------- | ----------------- | --- | ---------- |
| 1      | Siti Nasir             | 1er novembre 2001 | 20  | 0          |
| 2      | Nuraini Rashid         | 7 août 1989       | 32  | 121        |
| 4      | Effarizal Insyirah     | 24 mars 2002      | 19  | 0          |
| 5      | Abang Dayang           | 16 août 2001      | 20  | 0          |
| 6      | Norsharina Shabuddin   | 6 mars 1991       | 30  | 112        |
| 7      | Nur Mohamad            | 29 juin 2001      | 20  | 0          |
| 8      | Juliani Din (C)        | 23 novembre 1985  | 36  | 176        |
| 9      | Nur Maznan             | 19 avril 2000     | 21  | 0          |
| 10     | Siti Mohd              | 8 septembre 2001  | 20  | 0          |
| 11     | Nur Ahzar              | 8 avril 2000      | 21  | 0          |
| 12     | Hanis Onn              | 5 décembre 1996   | 25  | 79         |
| 15     | Iren Hussin            | 28 avril 2000     | 21  | 0          |
| 16     | Mashitah Ab (GB)       | 20 août 2001      | 20  | 0          |
| 17     | Nor Isahhidun          | 20 août 2001      | 20  | 6          |
| 18     | Khalim Nurul           | 24 février 2000   | 21  | 0          |
| 19     | Nur Mohd               | 19 juin 2001      | 20  | 0          |
| 20     | Siti Jilon (GB)        | 4 juin 2000       | 21  | 0          |
| 21     | Fatin Sukri            | 1er novembre 1995 | 26  | 90         |
| 22     | Siti Husain            | 26 mars 2001      | 20  | 12         |
| 23     | Nur Suhaimi            | 24 décembre 1998  | 23  | 0          |
| 24     | Nur Azman              | 15 juin 2002      | 19  | 0          |
| 25     | Khairunnisa Mohd       | 11 décembre 2002  | 19  | 0          |
| 26     | Nuramirah Zulkifli     | 13 novembre 2000  | 21  | 33         |
| 27     | Nurmaizatulhanim Syafi | 14 février 2001   | 20  | 30         |
| 28     | Ellya Ellias           | 28 mars 2000      | 21  | 0          |

## Thaïlande
L'effectif suivant de la Thaïlande pour la Coupe d'Asie 2022.
Entraîneur :  Bae Young Wook
| Numéro | Joueur                 | Date de naissance | Âge | Sélections |
| ------ | ---------------------- | ----------------- | --- | ---------- |
| 3      | Jenjira Kijpakdee      | 18 octobre 1999   | 22  | 26         |
| 4      | Suwapat Konthong       | 15 mai 2002       | 19  | 16         |
| 5      | Sirikwan Wongkeaw      | 9 mai 1997        | 24  | 96         |
| 6      | Onuma Doungsuda        | 1er août 1995     | 26  | 35         |
| 7      | Kunjira Inpa           | 1er mars 2000     | 21  | 5          |
| 8      | Sudarat Noo-Keaw       | 30 novembre 2003  | 18  | 12         |
| 9      | Jenjira Inpa           | 26 mai 2000       | 21  | 14         |
| 11     | Natthakarn Aunjai      | 21 octobre 1999   | 22  | 45         |
| 12     | Sasithon Onprem        | 27 janvier 2003   | 18  | 9          |
| 13     | Supansa Samanso        | 21 juillet 1994   | 27  | 88         |
| 14     | Atittaya Sumphowthong  | 29 avril 2005     | 16  | 4          |
| 15     | Songkran Pasawat       | 15 avril 2003     | 18  | 10         |
| 16     | Anongnat Piresram (C)  | 13 novembre 1994  | 27  | 81         |
| 17     | Kornkanok Sanpoung     | 2 août 1996       | 25  | 90         |
| 18     | Siraya Yimkrajang (GB) | 5 décembre 1991   | 30  | 72         |
| 20     | Watsana Saetan (GB)    | 25 août 2004      | 17  | 3          |
| 21     | Kessarin Kamphol       | 16 avril 2004     | 17  | 5          |
| 23     | Sirilak Nakwang        | 26 septembre 2003 | 18  | 0          |

## Singapour
L'effectif suivant de Singapour pour la Coupe d'Asie 2022.
Entraîneur :  David Viner
| Numéro | Joueur             | Date de naissance | Âge | Sélections |
| ------ | ------------------ | ----------------- | --- | ---------- |
| 1      | Liu Yu Tong (GB)   | 8 mai 2000        | 21  | 18         |
| 2      | Patricia Collera   | 22 juin 1996      | 25  | 14         |
| 5      | NG Jolene          | 20 octobre 2000   | 21  | 18         |
| 9      | Chua Xinni         | 21 mai 1989       | 32  | 105        |
| 11     | Ho Puay (C)        | 2 août 1993       | 28  | 79         |
| 13     | Hajaratih Johana   | 29 janvier 1998   | 23  | 48         |
| 14     | Toh Li Min         | 20 janvier 1989   | 33  | 77         |
| 16     | Laura Tan          | 12 juin 1990      | 31  | 94         |
| 17     | Cheryll Chia       | 17 novembre 1993  | 28  | 47         |
| 18     | Felissa Lai (GB)   | 6 mai 1991        | 30  | 69         |
| 19     | Phylicia Tanandika | 2 avril 2001      | 20  | 3          |
| 20     | NG Sardonna        | 3 octobre 2001    | 20  | 20         |
| 22     | Megan Francis      | 10 août 2000      | 21  | 20         |
| 25     | Amani Sherie       | 5 octobre 1999    | 22  | 2          |
| 26     | Gene Leck          | 26 février 1998   | 23  | 50         |
| 30     | Valerie Sim        | 23 décembre 2000  | 21  | 2          |
| 35     | Nithira Manimaran  | 16 août 2002      | 19  | 0          |

## Indonésie
L'effectif suivant de l'Indonésie pour la Coupe d'Asie 2022.
Entraîneur :  Dhaarma Raj
| Numéro | Joueur               | Date de naissance | Âge | Sélections |
| ------ | -------------------- | ----------------- | --- | ---------- |
| 2      | Irianti Ratnaningsih | 6 novembre 1992   | 29  | 0          |
| 3      | Widiyana Saruli      | 20 novembre 1995  | 26  | 0          |
| 4      | Adriana Asa          | 23 juin 1994      | 27  | 0          |
| 5      | Rahma Aulia          | 3 avril 2001      | 20  | 0          |
| 7      | Lispa                | 7 avril 1997      | 24  | 0          |
| 8      | Yuanita Rahmadani    | 10 janvier 1997   | 25  | 0          |
| 9      | Nurasiah             | 29 mai 1993       | 28  | 0          |
| 10     | Nur Anisa            | 8 novembre 1997   | 24  | 0          |
| 13     | Widadina Farihah     | NC                | NC  | 0          |
| 14     | Melinda              | 9 mai 1997        | 24  | 0          |
| 15     | Asri Dewi            | 9 avril 1996      | 25  | 0          |
| 16     | Paulina Ronsumbre    | 22 novembre 2003  | 18  | 0          |
| 17     | Annur Amalia (C)     | 29 octobre 1991   | 30  | 0          |
| 18     | Olevia Kbarek        | 25 octobre 1994   | 27  | 0          |
| 20     | Iryani Rumbiak (GB)  | 9 juin 1997       | 24  | 0          |
| 21     | Yohana Ronsumbre     | 2 janvier 2001    | 21  | 0          |
| 22     | Aulia Putri          | 30 avril 1998     | 23  | 0          |
| 23     | Bundari Eka (GB)     | 20 octobre 1989   | 32  | 0          |
| 28     | Rayhan Jannataini    | 15 juillet 1997   | 21  | 0          |